# Gheorghe Danielov
Gheorghe Danielov (* 20. April 1948 in Jurilovca; † 2. August 2017 in Bukarest) war ein rumänischer Kanute.

## Erfolge
Gheorghe Danielov nahm an den Olympischen Spielen 1976 in Montreal im Zweier-Canadier mit Gheorghe Simionov in zwei Wettbewerben teil. Nach einem zweiten Platz im Vorlauf und einem Sieg im Halbfinale qualifizierten sie sich über 500 Meter für das Finale, in dem sie als Vierte knapp einen Medaillengewinn verpassten. Sie erreichten 0,3 Sekunden nach den drittplatzierten Ungarn Tamás Buday und Oszkár Frey das Ziel. Auch auf der 1000-Meter-Strecke erreichten sie als Zweite ihres Vorlaufs und Gewinner ihres Halbfinallaufs den Endlauf. Sie schlossen diesen nach 3:54,28 Minuten auf dem zweiten Platz hinter Serhij Petrenko und Alexander Winogradow aus der Sowjetunion und vor Tamás Buday und Oszkár Frey ab und gewannen dadurch die Silbermedaille.
Bei Weltmeisterschaften sicherte sich Danielov insgesamt fünf Medaillen im Zweier-Canadier. Er gewann bei den Weltmeisterschaften 1971 in Belgrad mit Gheorghe Simionov über 500 Meter seinen ersten Titel. Zwei Jahre darauf wurde er mit ihm in Tampere auf dieser Strecke Zweiter, während die beiden dieses Mal über 1000 Meter Weltmeister wurden. 1974 wiederholten sie in Mexiko-Stadt auf der 500-Meter-Strecke den zweiten Platz aus dem Vorjahr. Wiederum ein Jahr später belegten sie in Belgrad über 1000 Meter Rang zwei.